# Estatina (aminoácido)
A estatina é um gamma aminoácido que aparece por duas vezes na sequência da pepstatina, um inibidor da protease activa contra a pepsina e outras proteases ácidas. Acredita-se que seja responsável pela actividade inibidora da pepstatina porque imita o estado de transição tetraédrico da catálise das proteases. Os gama aminoácidos ligam o grupo amino ao carbono 4, diferentemente dos, mais comuns, alfa aminoácidos, que ligam ao carbono 2.